# Chasné-sur-Illet
Chasné-sur-Illet település Franciaországban, Ille-et-Vilaine megyében. Lakosainak száma 1702 fő (2022. január 1.). Chasné-sur-Illet Saint-Sulpice-la-Forêt, Ercé-près-Liffré, Liffré, Mouazé és Saint-Aubin-d’Aubigné községekkel határos.

## Népesség
A település népességének változása:
| Lakosok száma | 415  | 866  | 882  | 1372 | 1489 | 1515 | 1537 | 1598 | 1628 | 1702 |
|               | 1968 | 1982 | 1990 | 2006 | 2013 | 2015 | 2017 | 2019 | 2020 | 2022 |